# Johann Rudolf Wettstein (Politiker)

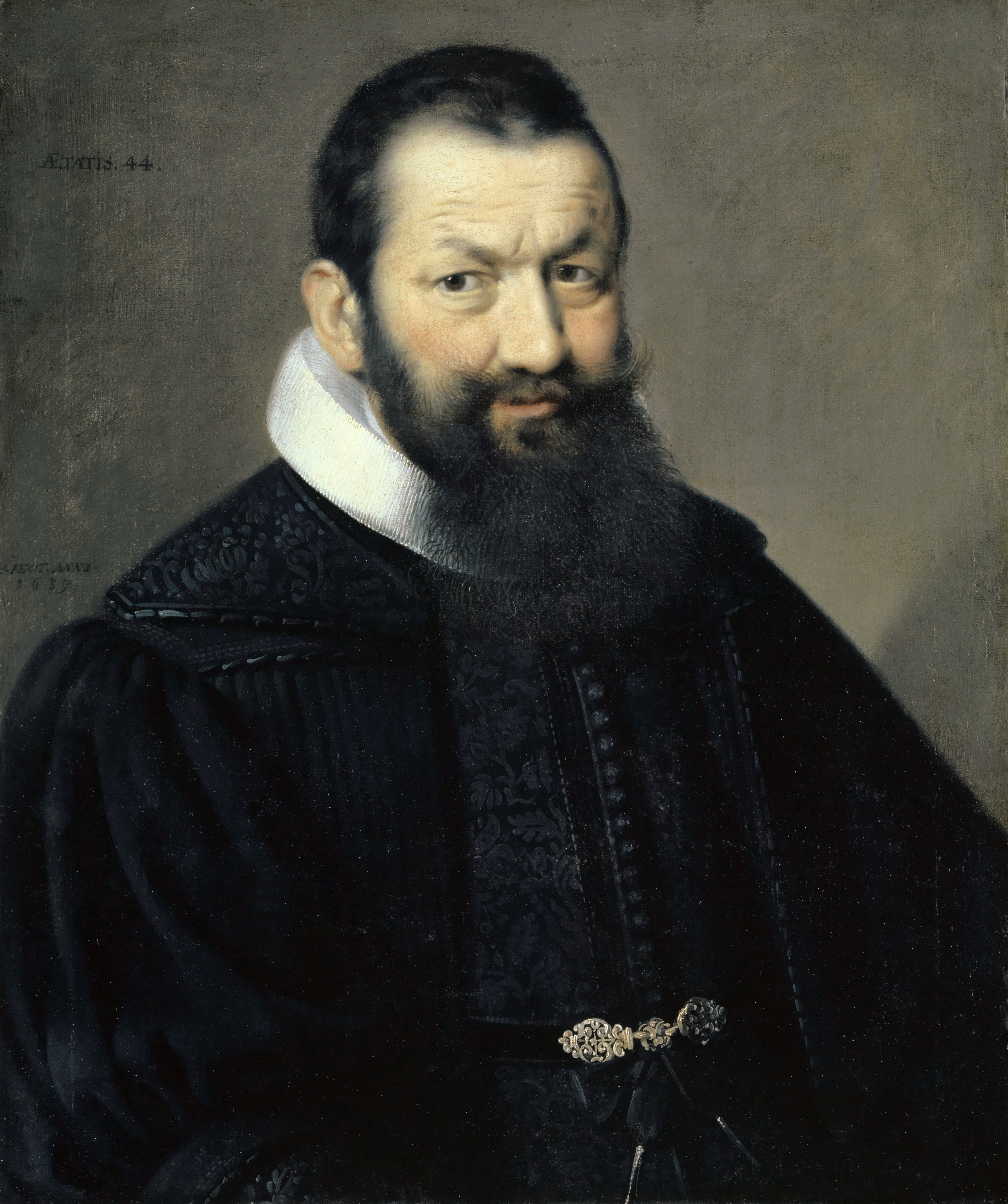
Samuel Hofmann: Bildnis des Johann Rudolf Wettstein, 1639 (Kunstmuseum Basel)

Johann Rudolf Wettstein (* 27. Oktober 1594 in Basel; † 12. April 1666 ebenda) war ein Schweizer Diplomat und Bürgermeister von Basel.
Er ist heute vor allem für seine Politik der Trennung respektive Ablösung der Eidgenossenschaft vom Heiligen Römischen Reich Deutscher Nation von 1648 berühmt.

## Leben
Wettstein war der Sohn eines aus Russikon im Zürcher Oberland zugewanderten Weinbauern, der im Spital als Kellermeister arbeitete und später zum Spitalmeister aufstieg. Von 1600 bis 1608 besuchte er die Schule auf Burg, das heutige Gymnasium am Münsterplatz. Danach machte er in Yverdon und Genf eine Kanzleilehre und heiratete 1611 die um fünf Jahre ältere Anna Maria Falkner. Im Jahr 1616 trat er vorübergehend in venezianische Dienste. Nach Basel zurückgekehrt, machte er Karriere in der Stadt und wurde 1620 in den Kleinen Rat gewählt. In den folgenden Jahren erlangte er weitere öffentliche Ämter. 1635 wurde er zum Oberstzunftmeister und 1645 zum Bürgermeister der Stadt Basel gewählt.

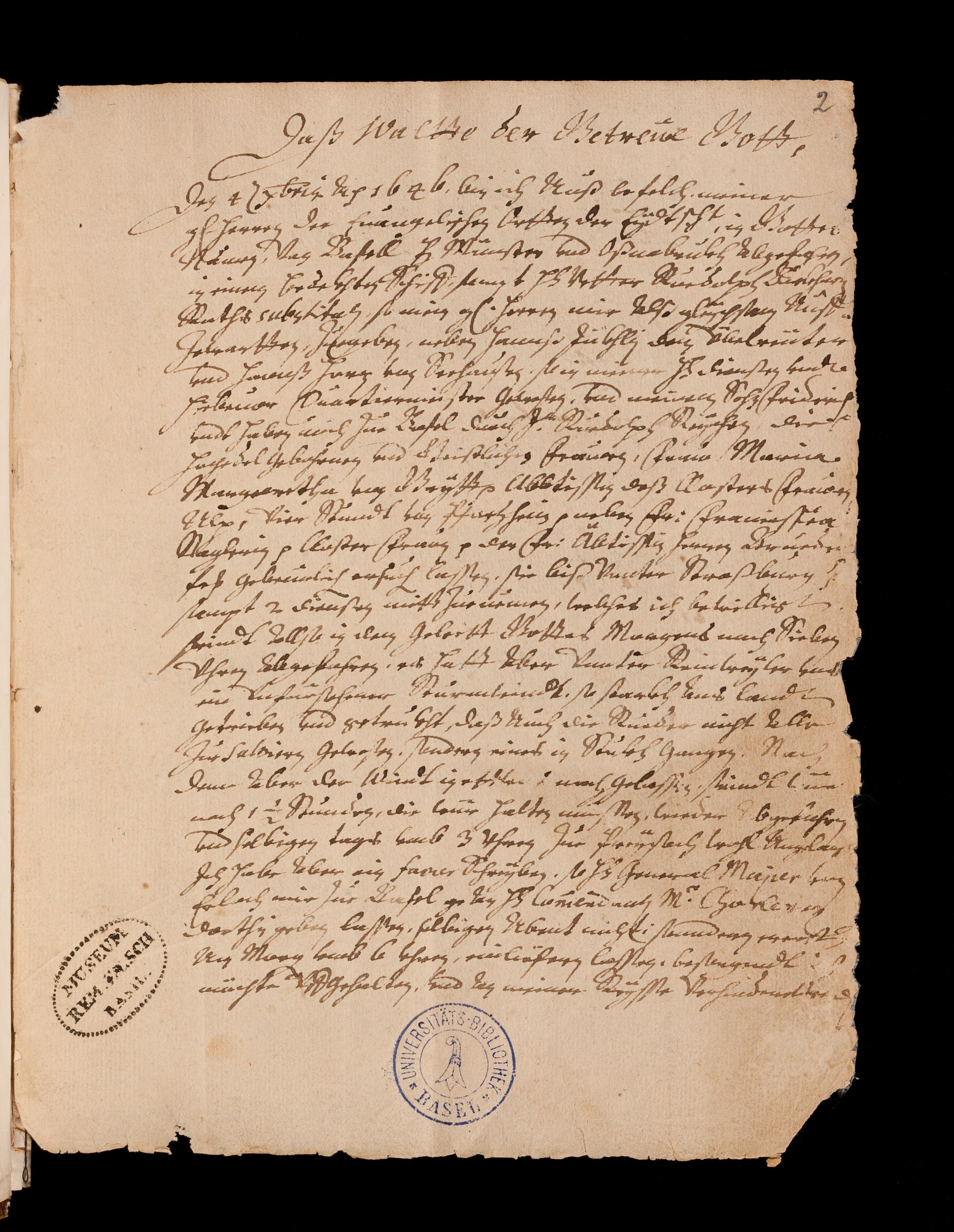
Johann Rudolf Wettstein: Münsterisch Diarium (Tagebuch seiner Gesandtschaft zum Westfälischen Frieden), 1646–1647, Anfang (Universitätsbibliothek Basel)

An den Verhandlungen zum Westfälischen Frieden in Münster und Osnabrück nahm Wettstein 1646 als Gesandter der reformierten Orte Zürich, Bern, Glarus, Basel, Schaffhausen, Appenzell Ausserrhoden sowie St. Gallen und Biel teil. Anlass dafür waren Eingriffe des Reichskammergerichts in die Rechtsprechung und Handelsfreiheit Basels und anderer eidgenössischer Orte. Anfangs 1647 erhielt er auch ein Beglaubigungsschreiben der ganzen Eidgenossenschaft. Nach langen Verhandlungen gaben die Vertreter des Kaisers, Frankreichs und Schwedens ihre Zusage zur Aufnahme eines Artikels über die Exemtion Basels und der Eidgenossenschaft vom Reich in den Friedensvertrag. Erst nach Wettsteins Heimreise wurden die Friedensverträge am 24. Oktober 1648 in Münster unterzeichnet. Damit wurde die Eidgenossenschaft vom Heiligen Römischen Reich Deutscher Nation losgelöst und die einzelnen Stände (Kantone) galten seitdem juristisch als souveräne, unabhängige Staaten.
Im Bauernkrieg von 1653 war Wettstein massgeblich dafür verantwortlich, dass die sieben Anführer in der Basler Landschaft öffentlich hingerichtet wurden.
Wettstein starb in seiner Heimatstadt im Jahre 1666. Er gilt als einer der fähigsten Politiker seiner Zeit, jedoch auch als ein wichtiger Exponent der absolutistischen Tendenzen innerhalb der Eidgenossenschaft.
Der Theologe und Bibliothekar Johann Rudolf Wettstein war sein Sohn, der Philologe und Theologe Johann Rudolf Wettstein sein Enkel.

## Ehrende Namensgebungen

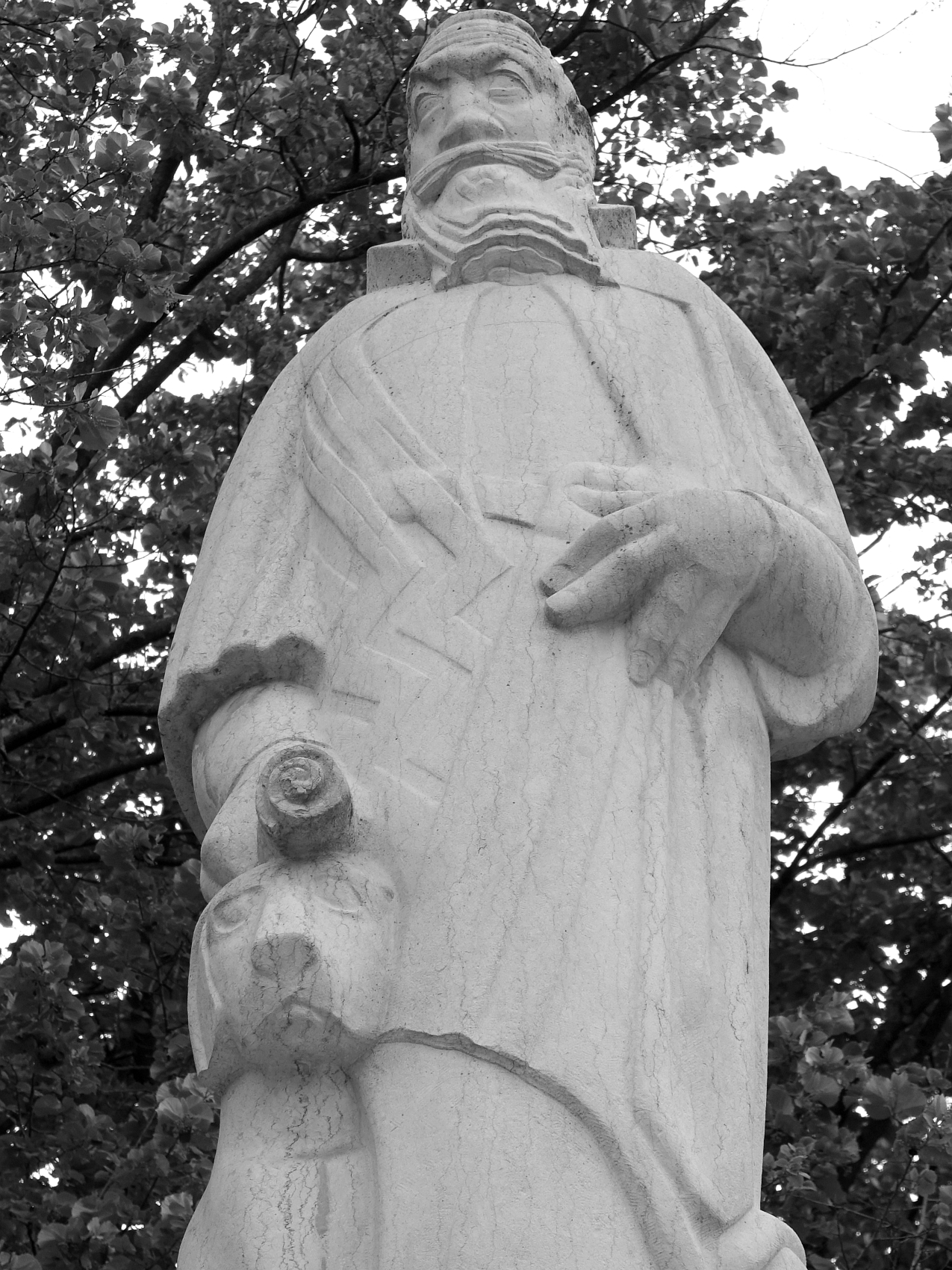
Johann Rudolf Wettstein-Skulptur auf dem Wettsteinbrunnen von Alexander Zschokke in Basel

Im Jahr 1879 wurde in Basel eine neue Brücke über den Rhein errichtet, die 1881 den Namen Wettsteinbrücke erhielt. Auf der Kleinbasler Seite dieser Brücke befindet sich heute der Wettsteinplatz, die Wettsteinstrasse, die Wettsteinallee und der Wettsteinbrunnen bei der Theodorskirche. Dieser Brunnen gestaltete Alexander Zschokke. Am nahegelegenen Claragraben befindet sich das Schulhaus Wettstein. Im historischen Wettsteinhaus in Riehen, seinem ehemaligen Wohnhaus, ist seit 1972 das Spielzeugmuseum, Dorf- und Rebbaumuseum eingerichtet. An der Fassade befindet sich eine Gedenktafel aus Bronze mit einem Reliefporträt Wettsteins. An der Basler Fasnacht spielt man den Wettsteinmarsch, der von Hermann Suter zum 400. Jubiläum der Zugehörigkeit Riehens zu Basel komponiert worden ist.
Auch in Riehen, Russikon und Zürich sind Strassen und in Rüti ZH ein Weg nach ihm benannt.

## Schriften
- Acta und Handlungen, betreffend gemeiner Eydgnosschafft Exemption, und was deren, durch die Cammer zu Speyr, darwider vorgenommener Turbationen halb, so wol bey den Westphälischen Fridens-Tractaten, alss am Kayserl. Hoof und anderstwo negocirt und verrichtet worden, Basel 1651.
- Johann Rudolf Wettsteins Diarium 1646/47, hrsg. von Julia Gauss, Bern 1962.

## Literatur

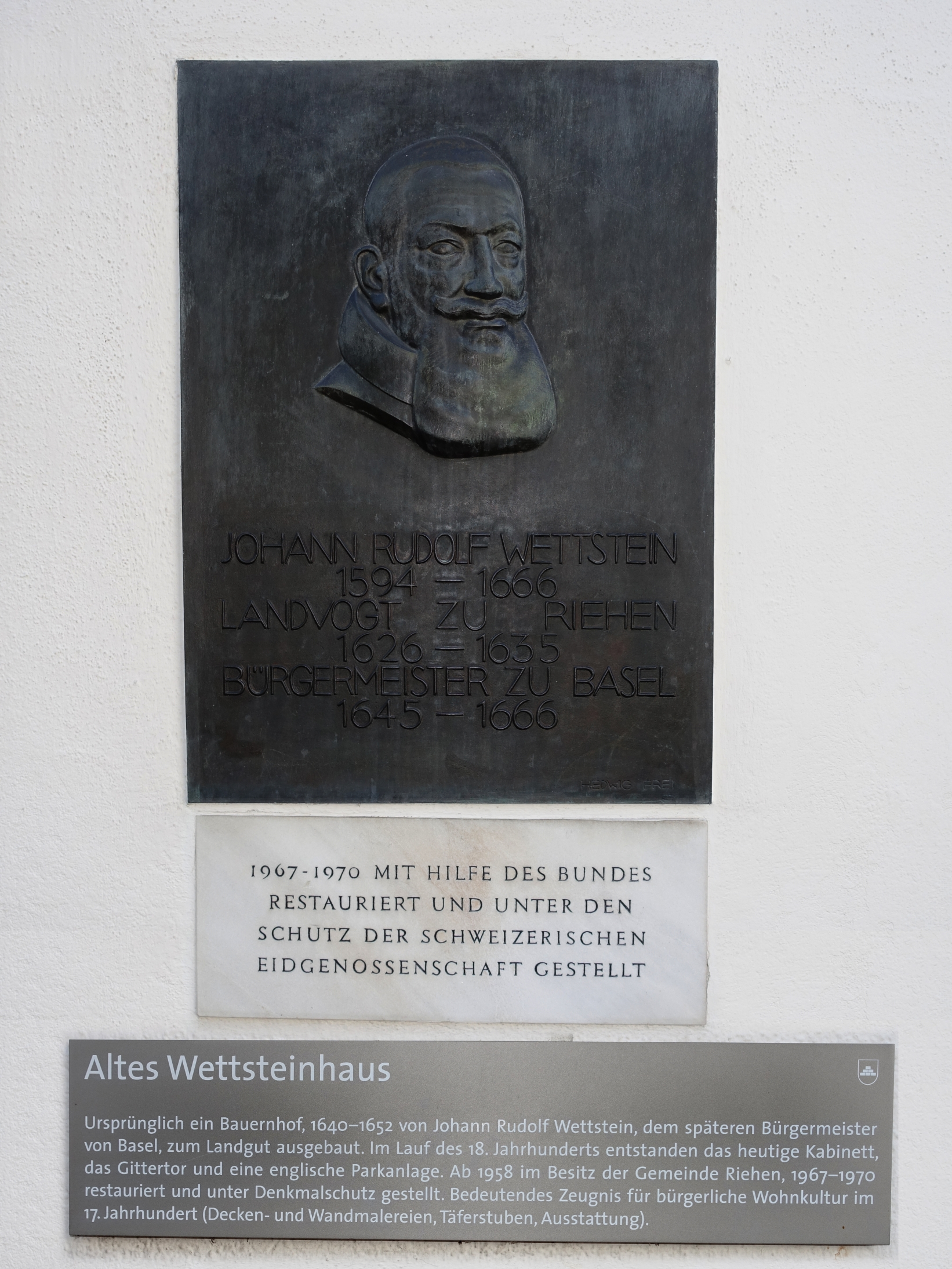
Gedenktafel, Wettsteinhaus, Riehen

## Belletristik
- Mary Lavater-Sloman: Der Schweizerkönig: Historischer Roman aus der Zeit des westfälischen Friedens. Rascher, Zürich 1935. Neuausgabe als Der Schweizerkönig: Johann Rudolf Wettstein. Römerhof Verlag, Zürich 2011, ISBN 978-3-905894-08-0.